# Oritoniscus paganus
Oritoniscus paganus är en kräftdjursart som beskrevs av Emil Racoviţă1908. Oritoniscus paganus ingår i släktet Oritoniscus och familjen Trichoniscidae. Inga underarter finns listade i Catalogue of Life.